# ألكس مونيوث
ألكس مونيوث (بالإسبانية: Álex Muñoz)‏ هو لاعب كرة قدم إسباني، ولد في 30 يوليو 1994 في أليكانتي في إسبانيا. لعب مع خوفا اسبانيول ونادي إيركوليس.

## وصلات خارجية
- ألكس مونيوث على موقع قاعدة بيانات كرة القدم.إي يو (الإنجليزية)
- ألكس مونيوث على موقع Soccerway.com (الإنجليزية)
- ألكس مونيوث على موقع AS.com (الإسبانية)